# Elvis Deluxe
Elvis Deluxe – zespół rockowy założony w 2002 roku, pierwszy, który zaprezentował na polskim rynku muzycznym tradycyjną odmianę stoner rocka. Zespół zapytany w wywiadzie o znaczenie jego nazwy odpowiedział, że „Elvis” to dla nich symbol korzeni rock and rolla, a „Deluxe” określa aktualne zjawiska w muzyce, o które wzbogacono brzmienie grupy.

## Historia

### Początki
Początki zespołu sięgają roku 2002, kiedy to członkowie formacji Afraid of That Day (Marcin Hejak, Wojciech Ziemba), Houk (Tomasz Sierajewski) i Coalition (Mikołaj Malanowski) postanowili założyć nowy, poboczny projekt, wtedy jeszcze pod nazwą zapisywaną w postaci Elvis De Luxe. Po skomponowaniu kilku utworów, zespół w 2003 roku zaczął prezentować swoje dokonania na scenie. Pierwszy koncert grupy miał miejsce w warszawskim klubie Kopalnia 4 stycznia 2003 roku, m.in. przed TPN 25 i Afraid of That Day. W tym samym roku grupa zebrała i nagrała materiał na pierwsze demo, na które trafiło pięć utworów utrzymanych w stylistyce grupy Kyuss.
Po wydaniu dema zespół dalej koncertował. Uczestniczył m.in. w jednym z koncertów tournée Acid Drinkers (Rock Is Not Enough Tour) w warszawskiej Proximie (16 listopada 2004), zagrał też koncerty w Czechach i na litewskim festiwalu Darom 2006.

### Lazy
Na wiosnę 2006 roku zespół zarejestrował swoje debiutanckie dzieło w Serakos Studio - w tym samym, w którym wcześniej nagrał demo. Trzy z dziesięciu utworów na tej płycie znalazły się wcześniej na demie Elvis Deluxe, zostały one jednak na potrzeby krążka nagrane na nowo, w nieznacznie zmienionych aranżacjach. Album pt. Lazy wydano 18 czerwca 2007 roku nakładem wytwórni Get By Records, zaś jego oficjalna premiera miała miejsce podczas imprezy  Show No Mercy XII, zorganizowanej w warszawskim klubie Progresja. Recenzent The Obelisk, serwisu dla miłośników stoner rocka, porównywał brzmienie Lazy do pierwszych płyt grupy Dozer, podkreślał jednak szczere, bezpretensjonalne podejście muzyków Elvis Deluxe do konwencji, jaką prezentują na albumie oraz wyraźną indywidualność zespołu. W innych recenzjach pisano o „prawdziwym (...) amerykańskim” akcencie wokalisty, wysokim poziomie aranżacji, ciężkim i psychodelicznym brzmieniu oraz swobodnej atmosferze, jaką udało się uzyskać na płycie. Utwory z Lazy przyrównywano do dokonań Kyuss, Queens of the Stone Age i Fu Manchu, krytycy różnili się zwykle w ocenach tego, czy polska grupa ma swoją tożsamość i własne pomysły, czy też jedynie oddaje hołd klasykom gatunku Magazyn Teraz Rock w czerwcu 2011 określił Lazy „klasyk[ą] nadwiślańskiego stoner rocka”.

### Favourite State of Mind
Po zagraniu kilkunastu koncertów w kraju i za granicą, Elvis Deluxe zebrał materiał na drugą płytę i pod koniec maja 2010 roku wszedł do studia Lubię Wąchać Winyl, aby zarejestrować nowe nagranie. Prace nad rejestracją płyty zakończyły się w lipcu 2010, a w ich wyniku powstało 12 utworów przeznaczonych na krążek. Płytę zatytułowano Favourite State of Mind i wydała ją wytwórnia Harmony Records. Niedługo po nagraniu materiału z zespołem rozstał się jeden z gitarzystów zespołu - Marcin Hejak. Jego miejsce zajął Wojciech Trusewicz, gitarzysta formacji Castor Fiber, Oregano Chino oraz Kochankowie Gwiezdnych Przestrzeni. Koncert promujący drugi album grupy zorganizowano 4 lutego 2011 r. w warszawskim klubie Hydrozagadka.
Drugi album warszawskiej grupy ugruntował jej pozycję na polskim rynku muzycznym, zespół pozostał jednak wciąż zespołem niezależnym. Gazeta Wyborcza w recenzji płyty nazwała Elvis Deluxe „panującym mistrzem stoner rocka”, dodając przy tym, że zespół potrafi wyjść poza ramy tej konwencji, „dokłada glamrockowe rytmy w stylu T. Rex, przebojowego punk rocka a la Turbonegro [oraz] bębny rodem z najlepszych lat Led Zeppelin”, a poza szacunkiem dla swoich inspiracji posiada swobodę i umiejętność tworzenia melodyjnych utworów.
W recenzji Favourite State of Mind na portalu Wirtualna Polska pisano o odniesieniach do klasyki grunge'u (The Melvins, Mudhoney), zespołów psychodelicznych (m.in. The Yawning Sons), a także o wysokim standardzie nagrania materiału. Album podsumowano jako „szybki, ostry i niebezpieczny”, i choć nie wyznaczył całkowicie nowej jakości, to w ocenie portalu jest przykładem bardzo solidnej muzyki rockowej, która może wejść do rodzimego kanonu. Tygodnik Uważam Rze dostrzegł w albumie warszawiaków oryginalny charakter i twórcze potraktowanie wpływów rock'n'rolla, hard rocka lat 70. i stoner rocka, oceniając ich muzykę jako „rzetelny rock z dużą wyobraźnią”.
Szymon Kubicki, recenzent Magazynu Gitarzysta, porównywał melodykę i przystępność płyty Elvis Deluxe do twórczości Queens of the Stone Age i Red Fang, ubolewając jednocześnie nad faktem, że zespół nie ma choćby zbliżonego do tych zespołów statusu na polskim rynku muzycznym. Według autora recenzji muzyka na albumie wymyka się szablonowym klasyfikacjom i zdradza bardzo szerokie spektrum zainteresowań członków kwartetu z Warszawy, zaś płyta jest „świetna, dojrzała, a zarazem luzacka”.
Anglojęzyczny The Obelisk pisał o ogromnym rozwoju brzmienia i tożsamości Elvis Deluxe w stosunku do poprzedniego wydawnictwa oraz o uniknięciu przez muzyków pułapki kopiowania wzorów, w jaką wpada wiele zespołów. Według recenzenta portalu Doommantia, Elvis Deluxe zrobił znaczny krok do przodu i mimo kilku słabszych momentów na płycie, stworzył on jeden z najlepszych albumów roku. W ocenie autora recenzji z serwisu Doomsmoker.pl, choć na albumie słychać wyraźną zmianę dotychczasowej stylistyki i większą przebojowość utworów, „muzycy nigdy nie ukrywali, że nie zaprzątają sobie głowy czystością stoner rocka”. W rezultacie, jak pisze recenzent, Elvis Deluxe nagrał „zróżnicowaną i bardzo dobrą płytę, którą z pełnym przekonaniem rekomenduję każdemu”.
W styczniu 2011 roku Elvis Deluxe zakwalifikował się do finału konkursu Neuro Music. W finale przeglądu zespół zwyciężył decyzją jury, kwalifikując się tym samym do występu na Asymmetry Festival. Zespół zagrał koncert na wrocławskim festiwalu 1 maja 2011 roku.

## Muzycy

### Aktualny skład
- Wojciech „Ziemba” Ziemba – gitara basowa, wokal (2002–obecnie)
- Mikołaj „Miko” Malanowski – perkusja (2002–obecnie)
- Tomasz „Bolek” Sierajewski – gitara (2002–obecnie)
- Wojciech „Bert Trust” Trusewicz – gitara (2010–obecnie)

### Byli członkowie
- Marcin „Mechu” Hejak – gitara (2002–2010)

### Gościnnie zagrali
- Rafał „Kazan” Kazanowski – gitara solowa („Fade Away”, „Take It Slow”, „The Apocalypse Blues” oraz „Fire” na Favourite State of Mind), gitara hawajska („Out There” na Favourite State of Mind)
- Maciej „Cieju” Kulesza – instrumenty klawiszowe (na Favourite State of Mind)

## Dyskografia
- 2003 – Elvis De Luxe (EP, demo)
- 2007 – Lazy (CD, Get By Records)
- 2011 – Favourite State of Mind (CD, Harmony Records)

### Kompilacje
- 2010 – We Are From Poland Vol. 7  (WAFP!; utwór „Out All Night”)
- 2011 – The Soda Shop Comp. Volume 2 (The Soda Shop Records; utwór „Fire (Loveboy)”)

### Inne
- 2010 – „Search and Destroy” (cover Iggy & the Stooges)

## Teledyski
- 2008 – „Extraterrestrial Hideout Seeker"